# Präexzitation

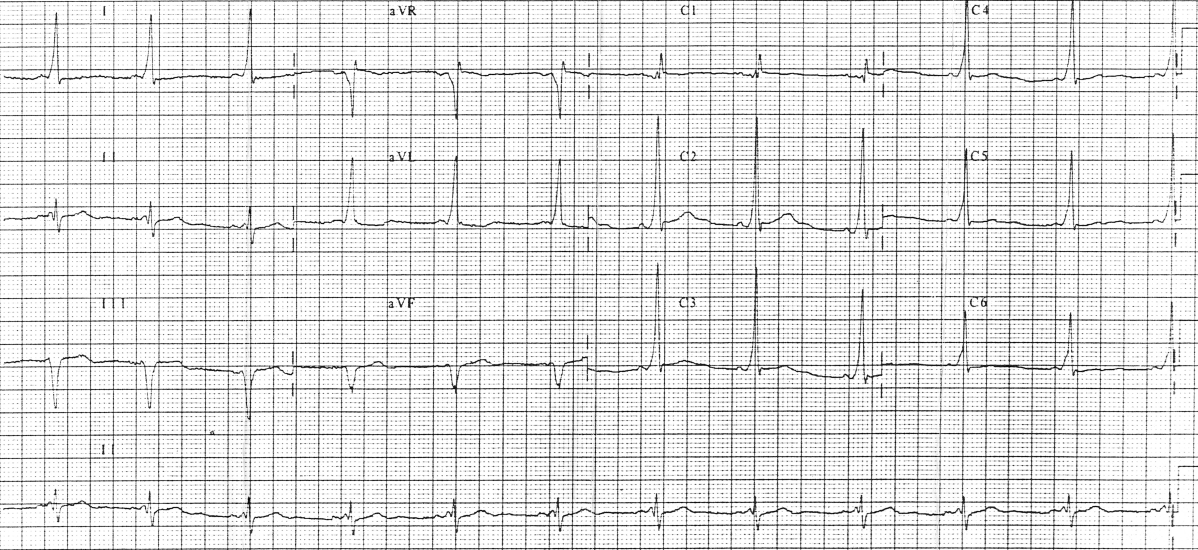
EKG beim WPW. Delta-Wellen (in C6) als linksseitige Schulter des QRS-Komplexes

Unter Präexzitation versteht man in der Rhythmologie eine vorzeitige Erregung der Herzkammer über eine antegradleitende, angeborene Bahn, die parallel zum AV-Knoten liegt. Über diese Bahn können Herzrhythmusstörungen wie AV-Reentrytachykardien (AVRT) hervorgerufen werden.
Im EKG findet sich oft das typische Zeichen der Delta-Welle, einen buckelförmigen verlangsamten Aufstrich, Schulter genannt, im Beginn der R-Zacke mit dadurch verkürzter PQ-Zeit.
Die erste entdeckte Form war das offene Wolff-Parkinson-White-Syndrom (WPW-Syndrom). Unter diesem Oberbegriff werden die, auch Präexzitationssyndrome genannten, Erkrankungen zusammengefasst. Es zählen hierzu
- offenes WPW-Syndrom,
- verborgenes WPW-Syndrome,
- Permanente junktionale Reentrytachykardie (PJRT, Syn.: permanent junctional reciprocating tachycardia, permanente junktionale reziproke Tachykardie / permanente junktionale Umkehrtachykardie[1]) und
- Lown-Ganong-Levine-Syndrom (LGL-Syndrom).

Bei laufender Tachykardie wird je nach Laufrichtung der kreisenden Erregung zwischen orthodrom und antidrom unterschieden. Bei orthodromer AVRT läuft die Erregung von den Vorhöfen zu den Kammern über das physiologische Erregungsleitungssystem und die Rückleitung von den Kammern zu den Vorhöfen über die akzessorische Leitungsbahn. Bei antidromer AVRT verhält es sich in gegenteiliger Richtung. Bei antidromer AVRT ist auch eine Rückleitung über eine weitere akzessorische Leitungsbahn mit kompletter Aussparung des Erregungsleitungssystems möglich. Die genannte Beschreibung ist unabhängig von der relativen Lage der akzessorischen Leitungsbahn zum AV-Knoten.
| Name                                      | Leitung                                          | AVRT              | EKG bei SR                                           | EKG bei Tachykardie                                             | Bemerkung |
| ----------------------------------------- | ------------------------------------------------ | ----------------- | ---------------------------------------------------- | --------------------------------------------------------------- | --- |
| Offenes WPW-Syndrom (Kent-Bündel)         | antegrad (konstant) und retrograd                | orthodrom         | PQ-Strecke <120 ms Delta-Welle mit verbreitertem QRS | schmaler QRS negative P-Welle nach QRS meist in I               | häufigste Form. bei einer Subgruppe mit kurzer Refraktärzeit der Bahn kann VHF übergeleitet werden und zu VF führen |
| Offenes WPW-Syndrom (Kent-Bündel)         | antegrad (konstant) und retrograd                | antidrom (selten) | PQ-Strecke <120 ms Delta-Welle mit verbreitertem QRS | Breiter QRS-Komplex                                             | häufigste Form. bei einer Subgruppe mit kurzer Refraktärzeit der Bahn kann VHF übergeleitet werden und zu VF führen |
| Offenes WPW-Syndrom (Mahaim-Faser)        | antegrad (dekrementell = langsam und verzögernd) | antidrom          | manchmal kleine Delta-Welle                          | maximale Präexzitation Negative P-Wellen meist von QRS verdeckt | keine sichere Unterscheidung zur ventrikulären Tachykardie                                                          |
| Verborgenes WPW-Syndrom                   | retrograd                                        | orthodrom         | unauffällig                                          | schmaler QRS keine P-Welle                                      | 50 % der WPW-Syndrome, kein Risiko für VF                                                                           |
| Permanente junktionale Reentrytachykardie | retrograd, dekrementell                          | orthodrom         | unauffällig                                          | schmaler QRS P-Wellen negativ II, III, aVF,                     | Tachykardie läuft immer wieder an, wird oft nicht bemerkt, kann zur Tachykardiomyopathie führen, häufig bei Kindern |
| LGL-Syndrom (James-Bündel)                | antegrad                                         | keine             | verkürzte PQ-Strecke ohne Delta-Welle                | keine                                                           | ohne Krankheitswert                                                                                                 |